# Medaglia d'oro dell'American Institute of Chemists
La Medaglia d'oro dell'Istituto Americano dei Chimici (American Institute of Chemists Gold Medal in inglese) è il più alto riconoscimento dell'American Institute of Chemists, istituito nel 1926.

## Vincitori
- 1926 William Blum
- 1927 Lafayette B. Mendel
- 1929 Francis P. Garvan e signora Garvan
- 1930 George Eastman
- 1931 Andrew W. Mellon, Richard B. Mellon
- 1932 Charles H. Herty
- 1933 Henry C. Sherman
- 1934 James Bryant Conant
- 1936 Marston Taylor Bogert
- 1937 James F. Norris
- 1938 Frederick G. Cottrell
- 1940 Gustav Egloff
- 1941 Henry G. Knight
- 1942 William Lloyd Evans
- 1943 Walter S. Landis
- 1944 Willard H. Dow
- 1945 John W. Thomas
- 1946 Robert Price Russell
- 1947 Moses Leverock Crossley
- 1948 Charles A. Thomas
- 1949 Warren K. Lewis
- 1950 Walter J. Murphy
- 1951 Harry N. Holmes
- 1952 Fred J. Emmerich
- 1953 J. C. Warner
- 1954 William J. Sparks
- 1955 Carl S. Marvel
- 1956 Raymond Stevens
- 1957 Roy Newton
- 1958 Lawrence Flett
- 1959 Crawford H. Greenewalt
- 1960 Ernest H. Volwiler
- 1961 Alden H. Emery
- 1962 George W. Parks
- 1963 Ralph Connor
- 1964 Roger Adams
- 1965 Edwin Cox
- 1966 John H. Nair
- 1967 Wayne E. Kuhn
- 1968 Orville E. May
- 1969 Henry B. Hass
- 1970 Willard Frank Libby
- 1971 Emmett B. Carmichael
- 1972 Harold Urey
- 1973 Glenn Theodore Seaborg
- 1974 William Edward Hanford
- 1975 William O. Baker
- 1976 Kenneth S. Pitzer
- 1977 Max Tishler
- 1978 Norman Hackerman
- 1979 Melvin Calvin
- 1980 Arthur M. Bueche
- 1981 Lewis Sarett
- 1982 Milton Harris
- 1983 Mary L. Good
- 1984 John H. Sinfelt
- 1985 Herbert Brown
- 1986 N. Bruce Hannay
- 1987 Arnold O. Beckman
- 1988 George C. Pimentel
- 1989 Elias James Corey
- 1990 Harry B. Gray
- 1991 Bruce N. Ames
- 1992 Roy L. Whistler
- 1993 Fred Basolo
- 1994 Arthur Adamson
- 1995 George Parshall
- 1996 Harry Drickman
- 1997 Alfred Bader
- 1998 Frank Albert Cotton
- 2000 Yie W. Chien
- 2002 Tobin Marks
- 2003 Ralph Hirschmann
- 2004 Carl Djerassi
- 2005 Robert L. McNeil
- 2006 Roald Hoffmann
- 2007 George M. Whitesides
- 2008 Paul Berg, Walter Gilbert
- 2009 Oliver Smithies
- 2010 Robert Grubbs
- 2011 Dudley Herschbach
- 2012 Elizabeth Blackburn
- 2013 John D. Roberts
- 2014 Ronald Breslow
- 2015 Jacqueline Barton
- 2016 Chad Mirkin
- 2017 Stephen J. Lippard
- 2018 E. Gerald Meyer
- 2019 Henry F. Schaefer, III
- 2020 Peter J. Stang